# 白軍春季攻勢
俄军春季攻势是由亚历山大·高尔察克领导的白军在俄罗斯内战东线的一次进攻，發生於1919年3月至4月間。最終白軍在中路取得戰略性突破，從而取勝。